# Chiến dịch Mạng nhện

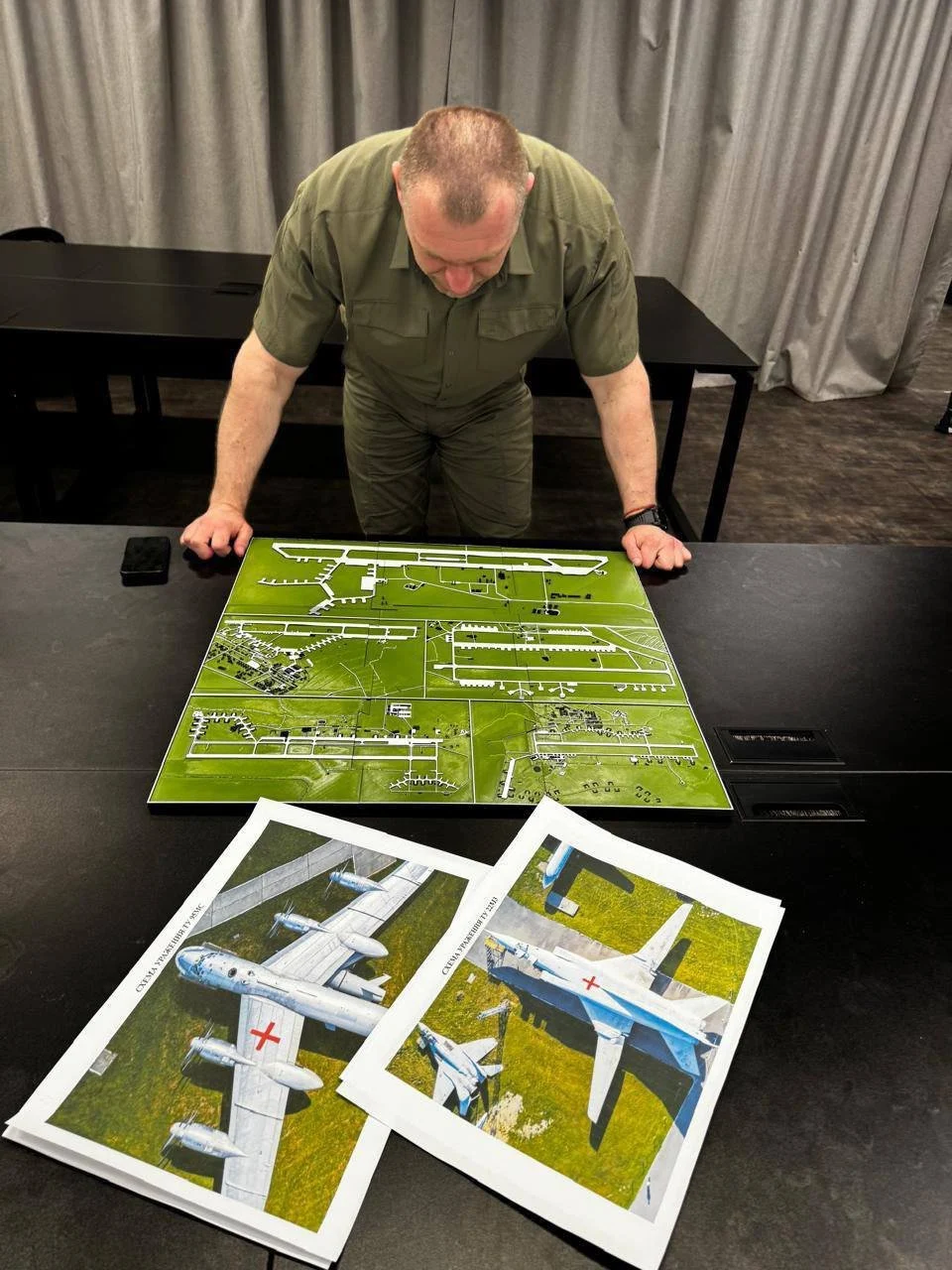
Chiến dịch Mạng nhện

Chiến dịch Mạng nhện (tiếng Anh: Operation Spider's Web; tiếng Ukraina: Операція «Павутина»/Operatsija "Pavutyna") là một cuộc tấn công bằng máy bay không người lái vào sâu bên trong lãnh thổ Nga vào ngày 1 tháng 6 năm 2025, trong bối cảnh cuộc Chiến tranh Nga-Ukraina. Chiến dịch này do Cơ quan An ninh Ukraina (SBU) chủ trì thực hiện dưới sự chỉ đạo và lên kế hoạch của Giám đốc SBU là ông Vasyl Malyuk. Các cuộc tấn công phối hợp nhắm vào các tài sản Không quân Nga của lực lượng Không quân tầm xa tại năm căn cứ không quân gồm Căn cứ không quân Belaya, Dyagilevo, Ivanovo Severny, Olenya và Căn cứ không quân Ukrainka bằng cách sử dụng máy bay không người lái được giấu trong và phóng từ xe tải trên lãnh thổ Nga. Đây là cuộc tấn công bằng máy bay không người lái lớn nhất vào các căn cứ không quân của Nga cho đến thời điểm đó trong cuộc chiến, chiến dịch này đã sử dụng 117 máy bay không người lái, theo các quan chức Ukraina (theo SBU) thì cuộc tập kích này đã làm hư hại hơn 40 máy bay, cụ thể là 41 máy bay quân sự của Nga bị phá hủy và ít nhất 13 máy bay quân sự của Nga bị bắn trúng (theo OSINT). Các quan chức Ukraina cho biết các cuộc tấn công đã gây hư hại cho một phần ba số tàu sân bay tên lửa hành trình chiến lược của Nga, ước tính trị giá chúng lên đến 7 tỷ USD. 
Chiến dịch tập kích này gây ra tiếng vang lớn vì diễn ra trên phạm vi địa lý chưa từng có, đó là đợt tấn công này đã trải dài khắp năm tỉnh ở Nga qua năm múi giờ đặc biệt là cuộc tấn công vào Căn cứ Không quân Belaya ở Đông Siberia, nơi thiệt hại được xác nhận cách Ukraina đến 4.300km. Một số nhà bình luận và các blogger quân sự Nga gọi sự kiện này là trận Trân Châu Cảng đối với Nga. Hãng thông tấn TASS đưa tin một tài xế xe tải bị cáo buộc có liên quan đến vụ tấn công sẽ bị cảnh sát thẩm vấn. Tổng thống Volodymyr Zelenskyy cho biết phải mất 18 tháng và 9 ngày từ khi bắt đầu lập kế hoạch cho đến khi thực hiện chiến dịch. Bộ Quốc phòng Nga gọi hoạt động này là một cuộc "tấn công khủng bố" lưu ý các cuộc tấn công vào căn cứ không quân ở năm khu vực của Nga nhưng tuyên bố rằng các cuộc tấn công đã bị đẩy lùi ở ba khu vực. Các chủng loại máy bay cụ thể của Nga được báo cáo bị phá hủy hoặc hư hỏng gồm 
Máy bay ném bom chiến lược Tu-95MS (NATO gọi là Bear), Máy bay ném bom siêu thanh Tu-22M3 (NATO gọi là Backfire), Máy bay ném bom chiến lược siêu thanh Tu-160 (NATO gọi là Blackjack), Máy bay cảnh báo sớm và chỉ huy trên không A-50 (NATO gọi là Mainstay), Máy bay vận tải An-12 (NATO gọi là Cub). 
Việc mất một số lượng đáng kể máy bay ném bom chiến lược, đặc biệt là các loại Tu-95MS và Tu-22M3, là một tổn thất vật chất lớn cho Nga vì đây là những khí tài quan trọng trong việc thực hiện các cuộc tấn công tầm xa. Các máy bay ném bom chiến lược như Tu-95MS, Tu-22M3 và Tu-160 có chi phí sản xuất và duy trì rất cao, chẵng hạn như một chiếc máy bay cảnh báo sớm A-50 có giá trị ước tính rất cao, lên đến khoảng 350 triệu USD, nên để thay thế những chiếc bị phá hủy sẽ tốn kém và mất thời gian, nó cũng cho thấy lỗ hổng trong hệ thống phòng không và là một "vố đau" cho Nga, cũng như là một đòn giáng mạnh vào uy tín quân sự của Nga. Việc Ukraina chỉ dùng drone vài chục ngàn USD để phá hủy tài sản hàng trăm triệu USD, đó là một bài toán kinh tế cân não mà Nga khó có thể kham nổi trong một cuộc chiến kéo dài triền miên và sa lầy sẽ dần bào mòn sinh lực của Nga và đưa họ đến tình trạng kiệt quệ.
Thực tế thì các máy bay ném bom chiến lược của Nga lộ thiên, không có nhà chứa kiên cố bảo vệ trước nguy cơ tấn công bằng tên lửa hoặc máy bay không người lái này vì do theo các điều khoản của hiệp ước New START thì các máy bay này bắt buộc phải đậu ở không gian mở bởi chúng đều thuộc đối tượng bị ràng buộc bởi hiệp ước New START với Mỹ và phương Tây. Hiệp ước quy định các máy bay này của Nga phải được bố trí tại các địa điểm có thể quan sát được bằng các phương tiện kỹ thuật, như vệ tinh, để đối phương có thể giám sát, nghĩa là các máy bay ném bom chiến lược phải được bố trí ở những nơi có thể quan sát được, thường là tại các căn cứ không quân được chỉ định, nhằm xác nhận tình trạng của chúng như liệu đang mang vũ khí hạt nhân hay đã được chuyển đổi sang sử dụng thông thường. Tuy nhiên, sau cuộc tấn công bằng máy bay không người lái vào các căn cứ này, khả năng Moscow sẽ xem xét lại hạn hiệp ước New START trước khi hết hạn vào đầu năm 2026.